# 29663 Evanmackay
29663 Evanmackay è un asteroide della fascia principale. Scoperto nel 1998, presenta un'orbita caratterizzata da un semiasse maggiore pari a 2,2418919 UA e da un'eccentricità di 0,0786814, inclinata di 4,68910° rispetto all'eclittica.